# Censo de Derecho
El  Censo de Derecho o "de jure", es una metodología para censar a la población donde se obtienen datos de aquellas personas que residen habitualmente en el hogar, aunque no estén presentes en el momento del relevamiento.
Contrasta con el método llamado censo de hecho, donde los datos que se obtienen son los de las personas que se encuentran en ese momento presentes en los hogares que se censan, incluyendo a los que no residen habitualmente en ese hogar, pero pasaron la noche allí.
Usualmente el censo de derecho se realiza en varios días, en cambio el censo de hecho debe hacerse en un solo día para evitar duplicaciones.

### Objetivos del Censo de Derecho
El objetivo de esta metodología es que las personas son contabilizadas (según su lugar de residencia habitual donde pasan la mayor parte del tiempo durante la semana).
La de “censo de derecho” es la definición más utilizada a nivel mundial debido al creciente interés por la información y el comportamiento de los hogares y las personas en sus lugares de residencia.

## Ventajas del Censo de Derecho
- Avance conceptual y operativo con demandas modernas.
- Calidad de levantamiento de la información.
- Reducir el error humano al momento de tabular los datos del censo hecho aprovechando los avances tecnológicos y del Internet.
- Posibilidad de obtener información más profunda.
- Ofrece una posibilidad más profunda de implementar políticas más profundas y mejor estimadas.

## Desventajas del Censo de Derecho
- Al momento del censo, corre el riesgo de excluir a las personas que no viven allí.
- Podrían ser sobrecontadas, es decir tomar por demás a las personas que no son familia.
- Complejidad conceptual, no tanto operativa.
- No ofrecería un marco legal para poder llevar a cabo políticas más profundas y sobre todo más acertadas.[3]